# Dimidamus sero
Dimidamus sero är en spindelart som beskrevs av Harvey 1995. Dimidamus sero ingår i släktet Dimidamus och familjen Nicodamidae. Inga underarter finns listade i Catalogue of Life.